# Oulitsa 1905 goda (métro de Moscou)
Oulitsa 1905 goda (en russe : У́лица 1905 го́да et en anglais : Ulitsa 1905 Goda) est une station de la ligne Tagansko-Krasnopresnenskaïa (ligne 7 mauve) du métro de Moscou, située sur le territoire de l'arrondissement Presnenski dans le district administratif central de Moscou.

## Situation sur le réseau
Établie en souterrain, à 11 mètres sous le niveau du sol, la station Oulitsa 1905 goda est située au point 052+22 de la ligne Tagansko-Krasnopresnenskaïa (ligne 7 mauve), entre les stations Begovaïa (en direction de Planernaïa) et Barrikadnaïa (en direction de Kotelniki).